# Mieczysław Mazur
Mieczysław Mazur (ur. 15 listopada 1919 w Woli Batorskiej, zm. 1 listopada 2008 we Wrocławiu) – generał brygady LWP.

## Życiorys
W 1938 skończył gimnazjum w Dobromilu. 1938-1939 odbył służbę wojskową w Przemyślu. Podczas wojny obronnej 1939 był dowódcą plutonu w 22 Dywizji Piechoty Górskiej Armii „Kraków” w Puszczy Niepołomickiej oraz pod Trzebinią i Olkuszem. 1942 ukończył Państwowy Instytut Leśny w Białokrynicy i został leśniczym w nadleśnictwie Poczajów, w marcu 1944 w nadleśnictwie Kurzelów, a 1 III 1945 w nadleśnictwie Ostromecko. Od czerwca 1945 kapral podchorąży WP, od lipca 1945 podporucznik, od listopada 1945 porucznik w 55. Pułku Piechoty w Elblągu. Od lipca 1946 komendant pułkowej szkoły podoficerskiej, od lipca 1948 w stopniu kapitana, a od lutego 1951 - majora. Od lipca 1951 dowódca 1 Praskiego pułku piechoty w Warszawie, od sierpnia 1952 dowódca 21 Dywizji Piechoty w Lidzbarku Warmińskim w stopniu podpułkownika. Od jesieni 1955 dowódca 2 Korpusu Armijnego w Poznaniu, w 1957 ukończył Akademię Sztabu Generalnego WP i został dowódcą 4 Dywizji Piechoty w Krośnie Odrzańskim, a jesienią 1959 dowódcą 11 Dywizji Zmechanizowanej w Żaganiu. Jesienią 1961 mianowany generałem brygady, rok później został zastępcą dowódcy Śląskiego Okręgu Wojskowego we Wrocławiu ds. obrony terytorialnej. Jesienią 1975 pożegnany przez wiceministra obrony narodowej gen. broni Józefa Urbanowicza i przeniesiony w stan spoczynku.
1965-1975 wiceprezes i prezes Wojskowego Klubu Sportowego „Śląsk Wrocław”. Wieloletni prezes Wojewódzkiego Zarządu ZBoWiDu we Wrocławiu. 1975-1990 dyrektor ds. administracyjnych Politechniki Wrocławskiej.
Pochowany na Cmentarzu Grabiszyńskim we Wrocławiu.

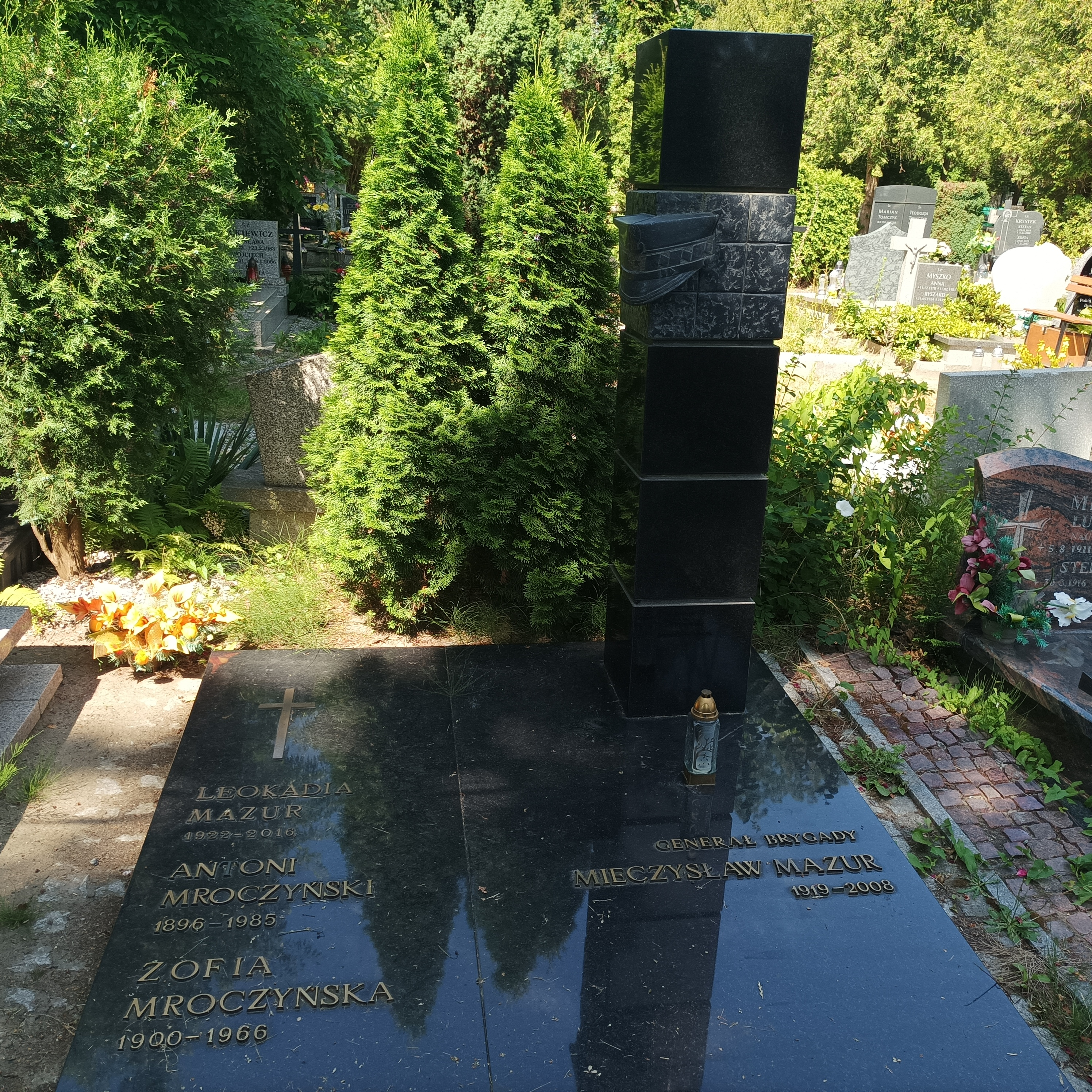
Grób gen. Mieczysława Mazura na Cmentarzu Grabiszyńskim

## Odznaczenia
Otrzymał m.in.:
- Order Sztandaru Pracy II klasy (1963)
- Krzyż Komandorski Orderu Odrodzenia Polski (1968)
- Krzyż Kawalerski Orderu Odrodzenia Polski (1958)
- Złoty Krzyż Zasługi (1952)
- Srebrny Krzyż Zasługi (1946)
- Medal 10-lecia Polski Ludowej
- Medal 30-lecia Polski Ludowej
- Medal 40-lecia Polski Ludowej
- Złoty Medal „Siły Zbrojne w Służbie Ojczyzny” (1968)
- Złoty Medal „Za zasługi dla obronności kraju” (1973)
- Odznaka „Budowniczego Wrocławia”
- Złota odznaka „Zasłużony dla Dolnego Śląska”
- Odznaka „Zasłużony Działacz Kultury Fizycznej” (1966)[2]
- Medal 100-lecia sportu polskiego  (1968)[3]
- Medal "Znak Chwały" (ZSRR) (1973)
- Medal za Zwycięstwo nad Niemcami w Wielkiej Wojnie Ojczyźnianej 1941-1945 (ZSRR) (1945)